# Litoral de Brasil

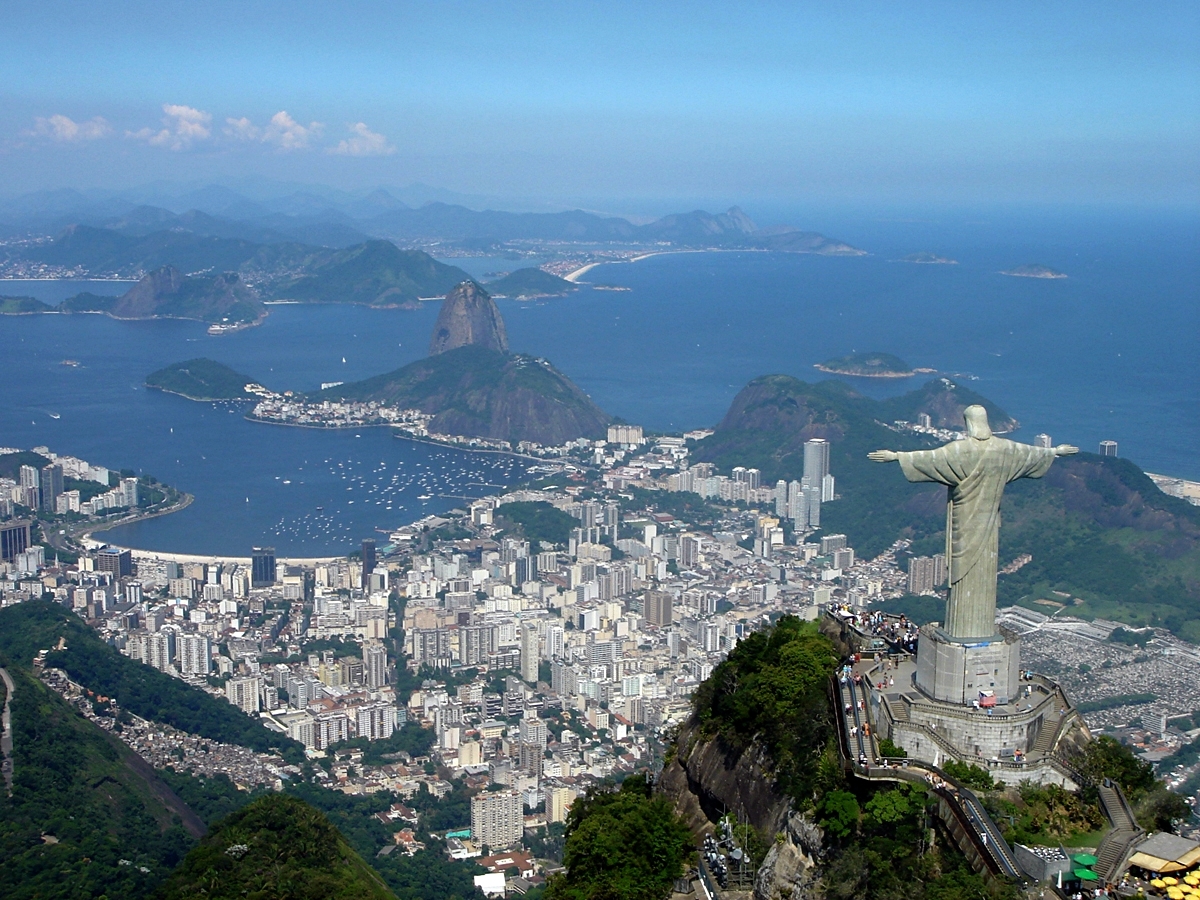
Río de Janeiro es la mayor ciudad costera de Brasil.

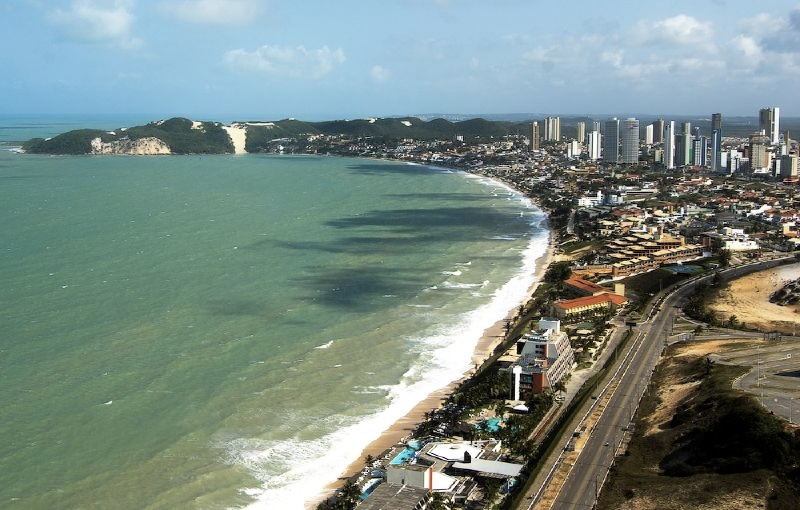
Litoral de la ciudad de Natal

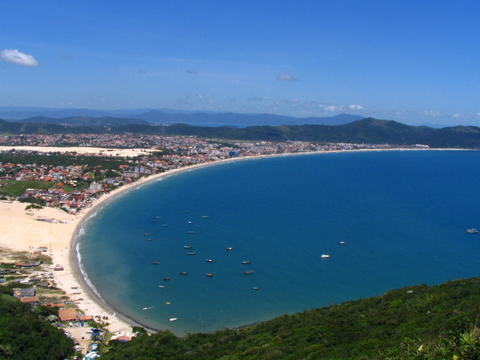
Litoral de Florianópolis

El litoral de Brasil es la banda de tierra de Brasil próxima a la línea de costa, bañada, exclusivamente, por el océano Atlántico, un tramo del litoral sudamericano en general poco recortado que va desde el cabo Orange, en el norte, hasta el arroyo Chuy, en el sur, una longitud de 7491 km —que aumenta hasta los 9198 km si se consideran los salientes y entrantes costeros— que lo convierte en el 15º litoral nacional más largo del mundo.
De los 26 estados brasileños nueve no tienen litoral, así como tampoco el Distrito Federal. La mayoría de los 17 estados costeros tienen sus capitales situadas cerca de la costa, salvo Porto Alegre (Río Grande del Sur), Curitiba (Paraná), São Paulo (São Paulo), Teresina (Piauí), Belém (Pará) y Macapá (Amapá). Porto Alegre, Belém y Macapá se encuentran emplazadas cerca de grandes ríos navegables, accesibles por ello desde el litoral.
La zona del litoral tiene un ancho variable, desde los 300 km en la región norte ecuatorial, disminuyendo a 170 km en Ceará, a 50 km en el cabo de São Roque, a 30 km en Bahía y sigue al sur con un promedio de 100 a 170 km hasta la barra de Chuy. Las profundidades son pequeñas, de aproximadamente 20 metros y se corresponden con el relieve de la plataforma continental. A lo largo de la costa se alternan litorales recillínos, con bahías, playas, dunas, manglares y restingas, con zonas escarpadas y abruptas, con arrecifes y acantilados y otras formaciones menores. Las playas brasileñas (2095 en total) son famosas en el mundo y reciben un gran número de turistas.
La mayoría de las islas de Brasil son islas muy próximas a la costa, de la que las separan estrechos pasajes y canales. Muchas suelen estar en las desembocaduras de los ríos, formadas por los grandes aportes sedimentarios, siendo destacable el gran archipiélago de Marajó, en la boca del Amazonas. Apenas hay islas separadas del litoral, en todo caso grupos de pequeñas islas, como el atolón de las Rocas y archipiélago Fernando de Noronha (a 260 km y 360 km respectivamente de Natal) y Trinidad y Martín Vaz (a 1150 km de Vitória).
Una famosa expresión en Brasil es «do Oiapoque ao Chuí», que significa desde el extremo sur al extremo norte del país. Sin embargo, actualme el verdadero punto más al norte del país es el monte Caburaí, en el interior, en el estado de Roraima, mientras que el punto más al sur se encuentra en Santa Vitória do Palmar.

## Características
La costa brasileña se ve beneficiada por unas condiciones favorables para la navegación durante todo el año, aunque gran parte de los puertos están obsoletos, mal equipados y congestionados. En casi todo el litoral se practica la pesca, aunque con una producción modesta con respecto a las capturas internacionales. Esta actividad está supervisada por el Ministerio de Pesca y Acuicultura, vinculado a la Presidencia de la República Federativa del Brasil. Desde el punto de vista turístico, la costa tiene un gran potencial de desarrollo, aunque es necesario mejorar la infraestructura urbana de los centros turísticos para que despegue como industria en el país.
En algunos tramos del litoral hay importantes salinas, principalmente en la región Nordeste de Brasil (Río Grande del Norte y Ceará) y en Río de Janeiro, que garantizan la autosuficiencia del país en la producción de sal.
En la plataforma continental hay grandes reservas de petróleo, cuya explotación representa el 70 % de la producción brasileña de petróleo.
En cuanto al relieve, el Atlántico Sur muestra una plataforma continental que se sumerge hasta los 200 m, seguida por una pendiente abrupta, el talud continental, cuyo desnivel llega hasta los 2000 m de profundidad y va hasta la región pelágica, donde se encuentran las cuencas dorsales y oceánicas (es decir, las cordilleras submarinas). Por debajo de este límite se inicia la región abisal. La anchura de la plataforma continental brasileña es muy variable: alcanza unos 400 km de litoral de Pará, estrechándose de manera significativa en el litoral nordestino; y es más ancha en la desembocadura de los grandes ríos, donde hay una acumulación de muchos depósitos de grava, arena y otros sedimentos.
Es importante conocer algunos aspectos físicos del océano Atlántico Sur, que baña las costas de Brasil, ya que tiene una salinidad media del 37 ‰, más alta que la de las aguas oceánicas del planeta (35 ‰). Las elevadas temperaturas, los vientos constantes y la intensa evaporación hacen que esos índices aumenten aún más en las zonas de salinas.
Las mareas son, en general, bajas, con amplitudes en torno a 2-4 m. Solo la costa de Maranhão registra mareas más amplias: de 7,80 m en São Luís, y de hasta 8,16 m en Itaqui.
El litoral brasileño está influenciado climáticamente por tres corrientes oceánicas: la corriente de las Guayanas y la corriente del Brasil, que son calientes, y la de las islas Malvinas, que es fría. La corriente de las Guayanas baña el litoral norte, y la del Brasil, el litoral este. La corriente de las Malvinas, procedente del Polo Sur, baña un pequeño trecho del litoral sur.

## División del litoral brasileño
Según el geógrafo brasileño João Dias da Silveira, la costa brasileña presenta unas características geomorfológicas diversas que le llevan a la siguiente división:
- litoral Norte del Cuaternario, de tierras bajas fangosas que se extienden desde el río Oiapoc hasta el golfo Maranhense, incluido el golfo amazónico: formado por sedimentos recientes, con predominio de restingas, lagunas y manglares;

- litoral Nordeste, el del golfo Maranhense hasta el cabo de São Roque, una costa de submersión de acantilados, costas rocosas, intrusiones graníticas y arrecifes, donde la acción del mar erosiona la costa y entra en los ríos a una velocidad de hasta 10 km/h. Es un litoral de clima caliente donde los paredones están ampliamente expuestos a la acción del mar y los vientos. Los arrecifes son característicos de esta región y forman líneas discontinuas paralelos a la costa. Corresponden a antiguas playas solidificados. En este tramo se encuentran hermosas playas y dunas, creadas por el viento, y algunos importantes puertos comerciales;

- litoral del Este, que va desde el cabo de São Roque (RN) hasta el cabo Frío (RJ): además de hermosas playas y puertos importantes, abriga restingas, manglares, arrecifes y también algunas barreras;

- litoral del Sudeste, granítico, que comienza en el cabo de São Tomé ( RJ) y llega hasta Santa Catarina: se caracteriza por la proximidad de la Serra do Mar, un estrecho litoral de costas bajas y acantilados, aunque también presenta restingas, lagunas y manglares en la parte sur. Es el más activo del país, con importantes puertos comerciales como el de Santos y el de Río de Janeiro;

- litoral Sur, un litoral de tipo cuaternario, que se extiende al sur desde el cabo de Santa Marta Grande e Pequeno: formado por costas bajas y arenosas, además de extensas lagunas costeras (lagoas) en Río Grande del Sur. Esta región sufre la acción constante de las mareas y los vientos al ser un área muy expuesta, además de coincidir con una zona continental de baja altitud. Los principales puertos son Itajaí, Paranaguá y Río Grande.

### Litoral Norte
El tramo de litoral Norte comprende la costa de los estados de Amapá (598 km) y del Pará (562 km).
El litoral de Brasil comienza en el estado de Amapa, cerca del cabo Orange, en la ciudad de Oiapoque. En la costa de Amapá solo hay tres playas —Fazendinha, Boca do Inferno y Goiabal—, aunque todavía hay largas restingas vírgenes.
Más de la mitad de la costa del estado de Pará corresponde al golfo amazónico, la zona de la desembocadura del río Amazonas. El golfo amazónico es un área de gran inestabilidad, que sufre la acción de las mareas, las corrientes marinas, los vientos y la presencia de los ríos Tocantins y Amazonas, que arrojan grandes cantidades de sedimentos al mar. El Amazonas desagua alrededor de la gran isla de Marajó, la isla rodeada de agua dulce más grande del mundo. Es un tramo de litoral muy accidentado y variable, con una intrincada red de canales, arroyos, pequeños lagos, manglares (manguezais) e islas estuarinas de baja altitud y muy cambiantes que forman el gran archipiélago de Marajó. El flujo del Amazonas es tan fuerte que las aguas en las caras norte y noreste de la isla de Marajó, las expuestas al océano, casi no tienen sal.

### Litoral Nordeste
El tramo de litoral nordestino comprende la costa del golfo maranhense que corresponde con los estados de Maranhão, Piauí, Ceará y Río Grande del Norte.
En Maranhão están presentes algunos accidentes geográficos únicos, como los Lençóis Maranhenses, una zona de dunas que albergan lagoas durante la época de las lluvias. El área entre Maranhão y Pará está dominado por las «reentrâncias Maranhenses», un accidente geográfico similar a un fiordo, pero más corto, más estrecho y de costas más bajas. Debido a esta particular geografía, casi no hay playas en este tramo del litoral brasileño.
El delta del río Parnaíba marca el límite entre los estados de Maranhão y Piauí. Piauí tiene una línea costera de solo unos 60 km, la más corta de todos los estados costeros del país, aunque en ella hay cuatro ciudades importantes (Cajueiro da Praia, Ilha Grande Luís Correia y Parnaíba).

### Litoral Este

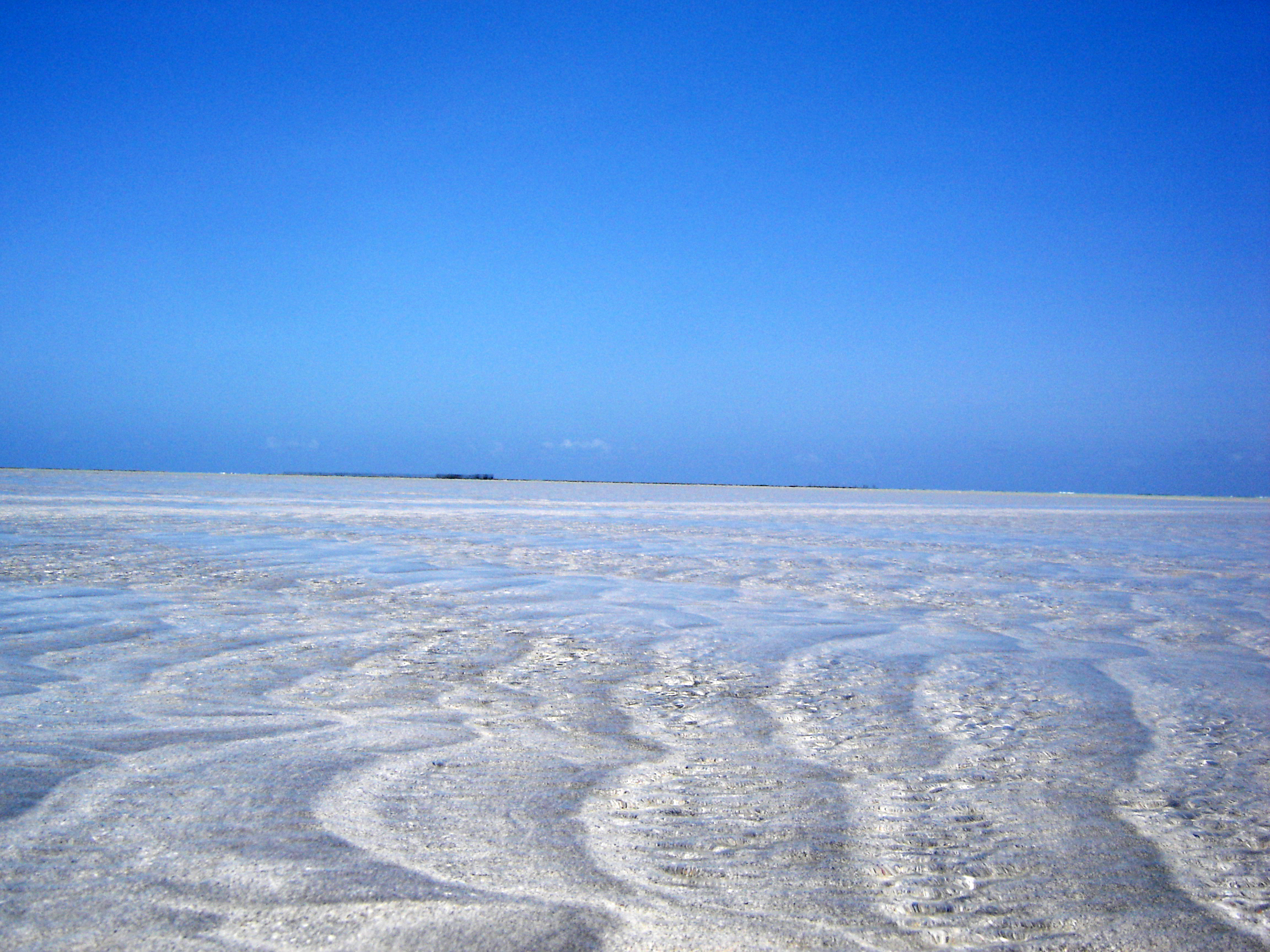
Maragogi, Alagoas.

El tramo de litoral del Este va desde el cabo de São Roque (RN) hasta el cabo Frío (RJ) y comprende parte de Río Grande del Norte y la costa de los estados de Paraíba (117 km), Pernambuco (187 km), Alagoas (229 km), Sergipe (163 km), Bahía (932 km) y Espírito Santo (392 km).
Desde Ceará a Sergipe el paisaje cambia poco y hay tramos escarpados y otros amplios y rectilineos, en los que son comunes las restingas, dunas, lagoas y manglares. La mayoría de las zonas costeras tienen pocas o ninguna montaña, mientras que la mayoría de las islas están separadas del continente solo por estrechos canales. Las temperaturas son bastante altas durante la mayor parte del año, con vientos moderados que soplan con frecuencia. Entre Alagoas y Sergipe está la boca del río São Francisco.
Bahía tiene la costa más larga de todos los estados brasileños, y también el mayor número de municipios costeros. Porto Seguro es considerado como el primer lugar en el que Pedro Álvares Cabral, descubridor de Brasil, puso los pies. Salvador fue la primera capital de Brasil, y todavía cuenta con edificios bien conservados de los períodos colonial e imperial de Brasil. También es destacable en la costa bahiense la bahía de Todos los Santos.

### Litoral Sudeste
El tramo de litoral Sudeste comprende la costa de los estados de Río de Janeiro (636 km) y São Paulo (622 km).
Desde cabo Frío a Marambaia hay restingas y lagunas. A partir de allí hasta São Sebastião (SP), la costa es sinuosa y escarpada, marcada por la presencia natural de la serra do Mar, la cordillera costera de 1500 km de longitud que comienza en Espírito Santo, y corre a lo largo de las costas de Río de Janeiro, São Paulo, Paraná y Santa Catarina. Desde ese trecho hasta la boca del río Iguape dominan las tierras bajas.
La costa del estado de Río de Janeiro es notable en todo el mundo por las playas de la capital, como Ipanema y Copacabana. Además, el estado cuenta con la Cuenca de Campos, el área rica en petróleo más grande de Brasil, con 100 000 km² y una producción de 1,49 millones de barriles de petróleo al día. La cuenca se extiende a la costa de Espírito Santo. 1200 km al este de Vitória,, en Espírito Santo, se encuentran las islas de Trinidad y Martín Vaz.
En el litoral de São Paulo hay famosas ciudades costeras como Guarujá, São Sebastião e Ilhabela. La mitad norte de la costa de São Paulo, así como la mitad de la costa de Río de Janeiro, son las únicas en Brasil orientadas al sur (las pequeñas bahías e islas repartidas en el resto del país no se tienen en cuenta).

### Litoral Sur

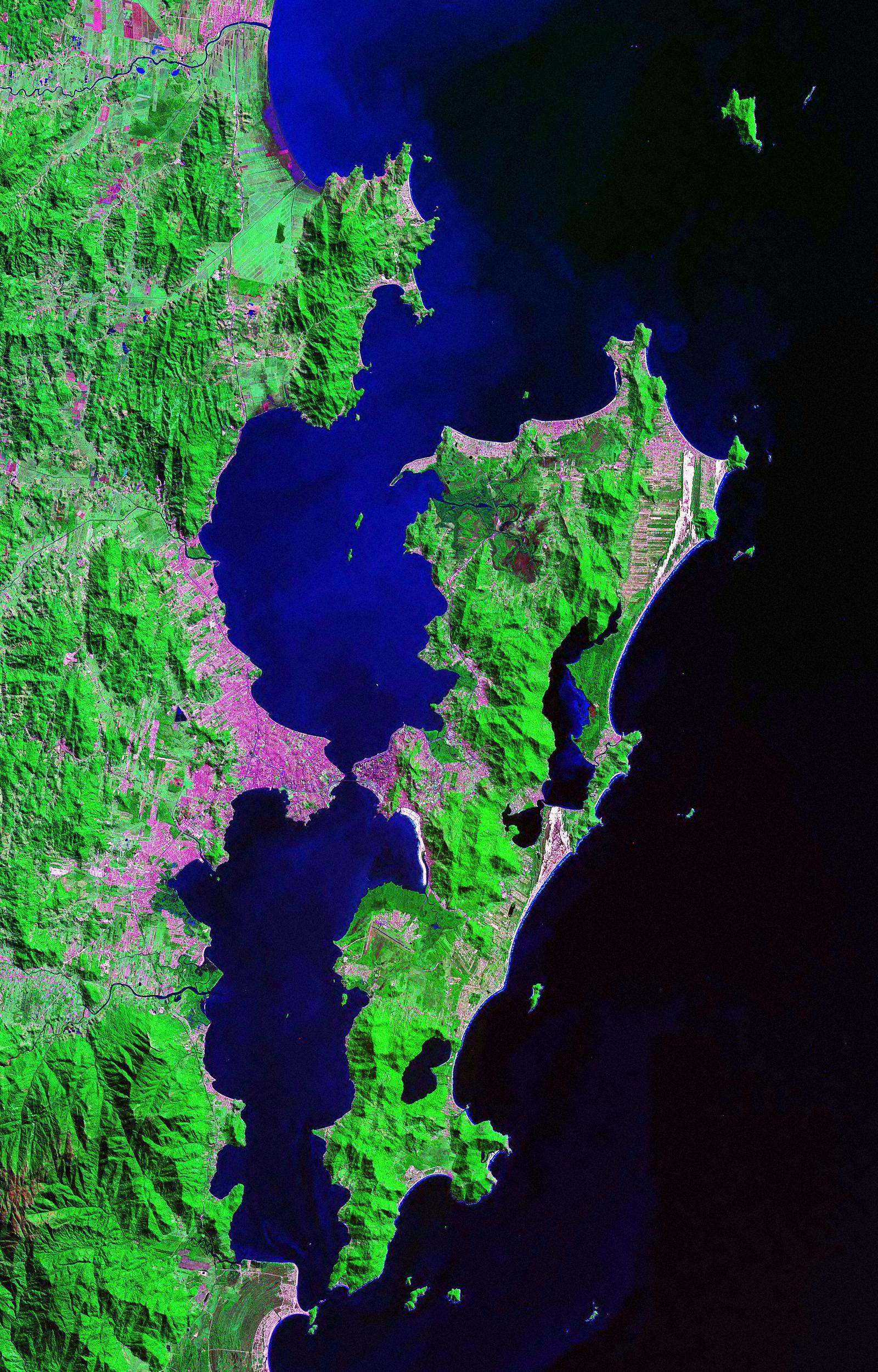
Vista de satélite de la isla de Santa Catarina, una de las mayores islas de Brasil.

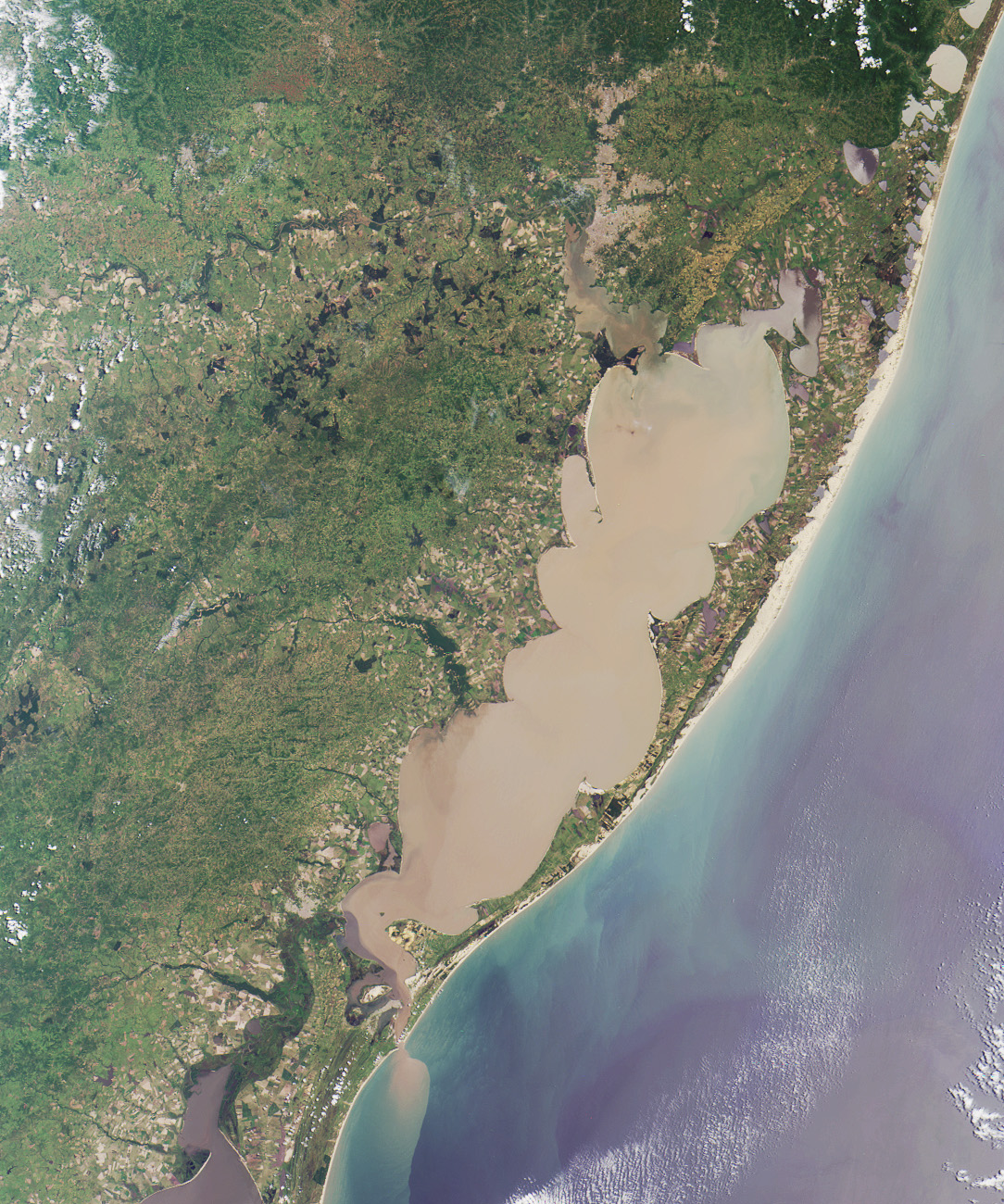
Vista de satélite de la laguna de los Patos, en Río Grande del Sur, con el Atlántico a la derecha.

Está bastante recortado en el estado de Paraná, ya que la sierra do Mar vuelve a estar más cerca de la costa y aunque de extensión pequeña en relación con el de otros estados, es muy diverso geográficamente, con un considerable número de islas y bahías. En la costa de Santa Catarina hay colinas formadas por la erosión de los acantilados de la sierra do Mar.
Florianópolis, la capital de Santa Catarina, se encuentra en una de las mayores islas costeras brasileñas, la isla de Santa Catarina, que tiene una superficie de 424,4 km². L
Con un litoral amplio y rectilíneo, el litoral del estado de Río Grande del Sur está marcada por la laguna de los Patos y la laguna Merín, que se han formado por el cierre de grandes restingas. El punto más meridional de Brasil se encuentra cerca del mar, en la frontera con Uruguay, en la ciudad de Santa Vitória do Palmar. A pocos kilómetros al norte, se encuentra la playa do Cassino, que tiene 245 km de largo (aunque otras fuentes recogen solo 212 km de largo). Se considera, sobre todo por los propios brasileños, que es la playa más larga del mundo, aunque hay otras playas que también afirman poseer ese récord. Sin embargo, sí es la más larga de Brasil.